# Salbris

Salbris este o comună în departamentul Loir-et-Cher, Franța. În 1 ianuarie 2022 avea o populație de 4.880 de locuitori.